# Rajae Maouane
Rajae Maouane (ur. 3 maja 1989 w Uccle) – belgijska (francuskojęzyczna) polityk i samorządowiec, deputowana krajowa, w latach 2019–2024 współprzewodnicząca Ecolo.

## Życiorys
Wywodzi się z rodziny pochodzenia marokańskiego z Tangeru, córka robotnika i gospodyni domowej. Ukończyła szkołę średnią w Laeken, w latach 2009–2012 studiowała dziennikarstwo i komunikację na prywatnej uczelni Haute École ICHEC – ECAM – ISFSC. Pracowała w działach prasowych partii Ecolo i brukselskiego przewoźnika regionalnego MIVB/STIB. Od 2013 do 2018 doradca i rzecznik prasowy Sarah Turine, zasiadającej wówczas we władzach Sint-Jans-Molenbeek. Wstąpiła do Ecolo, od 2016 do 2019 była współprzewodniczącą brukselskich struktur partii, a w latach 2018–2023 radną Sint-Jans-Molenbeek. W 2019 wybrana radną Parlamentu Regionu Stołecznego Brukseli, oddelegowano ją do Parlamentu Francuskiej Wspólnoty Belgii. Zrezygnowała z tych dwóch funkcji w listopadzie 2019 po wyborze na współprzewodniczącą Ecolo (razem z Jeanem-Markiem Nolletem). W wyborach w 2024 wybrana do Izby Reprezentantów. Złożyła jednocześnie rezygnację ze stanowiska z uwagi na słaby wynik wyborczy partii (przyjętą w lipcu 2024).